# Paul Gavarni
Pour les articles homonymes, voir Gavarni.
Gavarni, dit Paul Gavarni, pseudonyme de Sulpice-Guillaume Chevallier, né à Paris le 13 janvier 1804, et mort à Paris (16e arrondissement) le 23 novembre 1866, est un dessinateur, aquarelliste et lithographe français.
Il est le père du peintre Pierre Gavarni (1846-1932).

## Biographie
Sulpice-Guillaume Chevallier est le fils d'un agriculteur nommé Sulpice Chevallier, monté à Paris, et de Monique Thiémet, sœur du grimacier, ventriloque et caricaturiste Guillaume Thiémet (?-?), célèbre au temps du Directoire et sous le Premier Empire pour ses représentations, entre autres, de moines gourmands.
C'est à la suite de séjours qu'il fait dans les Pyrénées, et notamment à Gavarnie, qu'il choisit son pseudonyme Gavarni. Ce pseudonyme est couramment, mais à tort, associé au prénom Paul. Ni les Goncourt qui ont très bien connu cet artiste et ont publié sa biographie, ni les auteurs du catalogue de son œuvre gravé, ni le Nouveau Larousse illustré - Dictionnaire universel encyclopédique de la fin du XIXe siècle ne mentionnent ce prénom : la forme fautive semble apparaître dans les dictionnaires d'artistes au début du XXe siècle.
Remarqué par l’abbé de La Mésangère, qui publia plusieurs de ses œuvres dans le Journal des dames et des modes, puis par Émile de Girardin, il collabora à La Mode. Ses dessins furent aussi publiés dans d’autres journaux tels que L'Artiste et L'Illustration — de même que dans son équivalent espagnol La Ilustración — avec notamment sa série des fumeurs de pipe. Vers 1835, il devient un collaborateur régulier du Charivari, quotidien satirique d'opposition républicaine. Ses lithographies pleine page y sont les plus connues avec celles d'Honoré Daumier et sont, à juste titre, considérées comme des originaux de l'artiste.
Dans les années 1840, il participe à l'illustration de l'ouvrage de Léon Curmer, Les Français peints par eux-mêmes. Il participe aussi avec Grandville aux publications de Pierre-Jules Hetzel, Le Diable à Paris, ouvrages collectifs qui réunissaient contes et articles de Balzac, George Sand, Charles Nodier. Il est également l'auteur d'un unique recueil de textes littéraires, Les Douze mois, publié en 1869.
Il est nommé chevalier de la Légion d'honneur en 1852.
Sa femme fut sous-directrice du pensionnat israélite Kahn, situé hameau Boileau (16e arrondissement de Paris).
Au cours de sa vie, il réside à de nombreux endroits de la capitale : 27 rue Saint-Lazare (1829), Montmartre (1829-1835), prison pour dettes de la rue de Clichy (1835-1836), 43 rue Blanche (1836-1837), 1 rue Fontaine (1837-1846), 49 route de Versailles (1846-1865) puis 29 rue Chardon-Lagache (1865-1866), dans une maison qui donnait à l'arrière sur la villa de la Réunion, où il mourut.

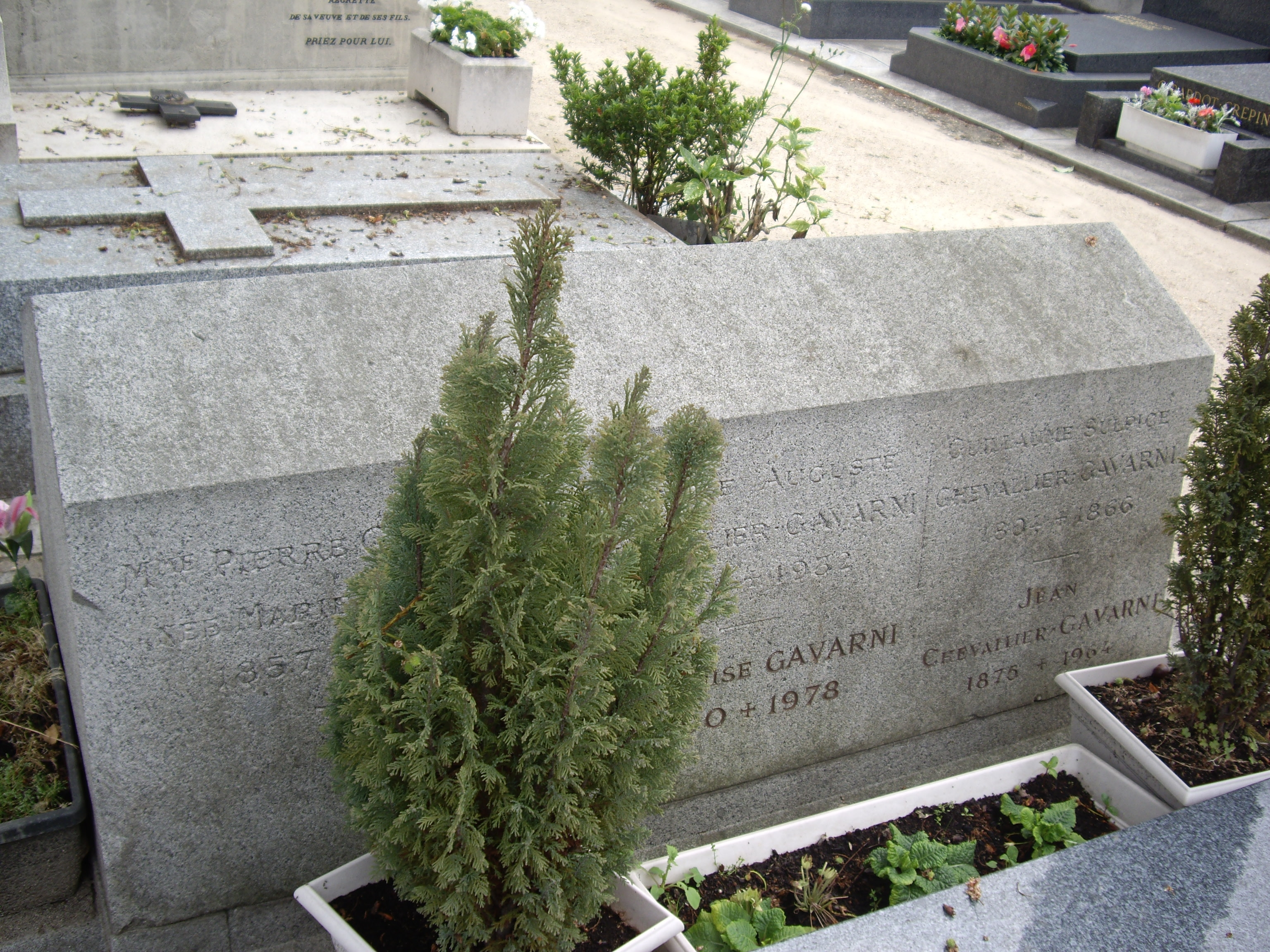
Tombe au cimetière d'Auteuil.

Paul Gavarni disparaît le 23 novembre 1866 dans le 16e arrondissement de Paris et est enterré au cimetière d'Auteuil. Il meurt quelques mois après le décès de son plus jeune fils Jean, âgé de 10 ans.

## Œuvre
Ses séries lithographiques (Les Enfants terribles, Fourberies de femmes) et ses dessins en font un observateur moqueur, parfois amer, de la société parisienne sous Louis-Philippe et le Second Empire. Il rejoint en cela les Goncourt, qui l'admiraient, et avec lesquels il était très lié.
Gavarni s'était fait une spécialité de l'illustration du Carnaval de Paris, à tel point que, parlant de cette fête, un journal écrivait, plus de vingt ans après la disparition de l'artiste : « Le mot de Gavarni semble de plus en plus juste. – Le carnaval ! disait-il, ça n'existe pas, c'est moi qui l'ai inventé à raison de cinquante francs le dessin ! »
Au nombre de ses œuvres, Gavarni publia en 1848 un recueil de gravures intitulé : Les Débardeurs. Dans sa préface, P. J. Stahl (pseudonyme de Pierre-Jules Hetzel) écrit : « Le débardeur, en effet, a un second père ; ce père, c'est Gavarni, par qui le carnaval, cette réalité souvent grossière, brutale et licencieuse, est devenu une folie charmante, une comédie pleine de sel et parfois de raison, une illusion gracieuse, une image enfin et un portrait dont tout le défaut est d'être supérieur en tout à son modèle, qui s'efforcerait en vain de l'égaler. » Le débardeur était un personnage typique du Carnaval de Paris : une femme ou une jeune fille vêtue d'un débardeur ou pantalon de préférence très moulant.
Gavarni a aussi été illustrateur, comme dans l'ouvrage de Leprince de Beaumont, Les contes de fées (Librairie Centrale, Paris, 1865).

### Œuvres dans les collections publiques
- Évreux, musée d'Évreux : Scène de bal masqué : pierrots et colombines, dessin mine de plomb sur papier calque collé sur carton, 19,4 × 23,4 cm.
- Restaurant, Le Rocher de Cancale, Paris : L'œuvre de Paul Gavarni est également présente par une belle série de fresques située au 1er étage du très original restaurant/brasserie Le Rocher de Cancale, au 78 de la rue Montorgueil dans le 2e arrondissement de Paris. Ce site fait d'ailleurs l’objet d’un classement au titre des monuments historiques depuis le 3 mars 1997.

### Galerie

Œuvres de Gavarni
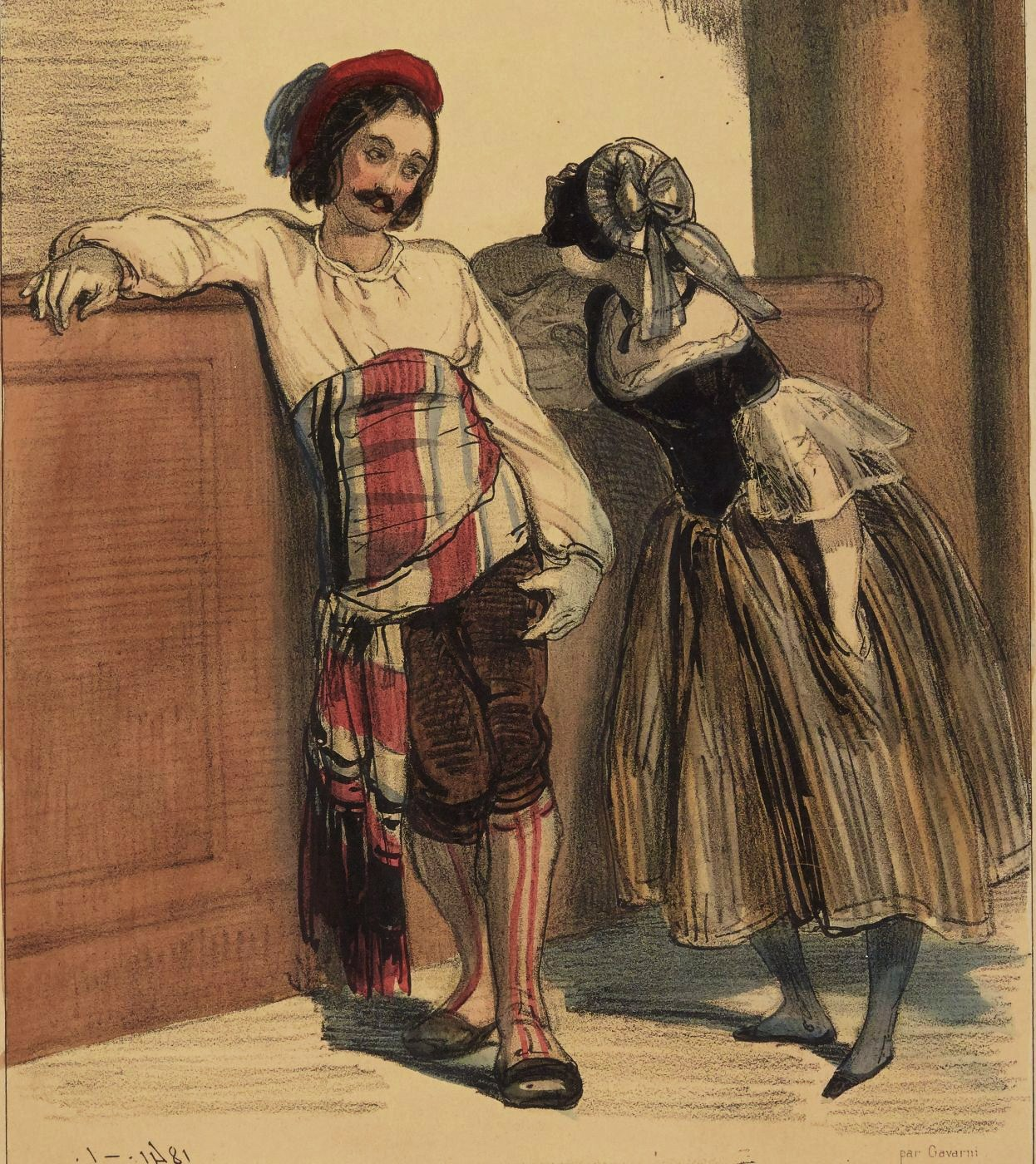
Illustration extraite du recueil Le Carnaval à Paris (1841), lithographie coloriée.
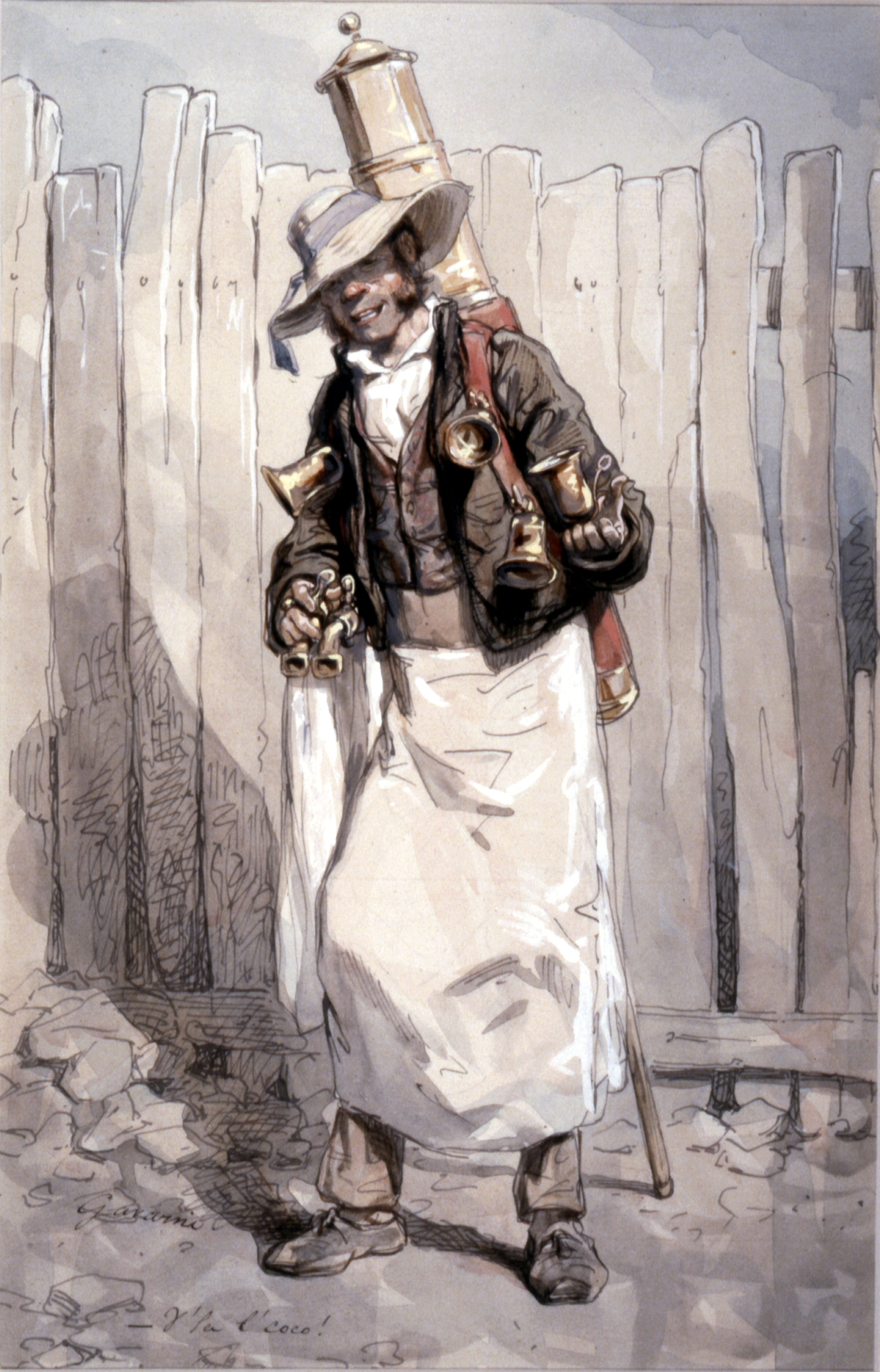
Le Vendeur de chocolat (vers 1855-1856), Baltimore, Walters Art Museum.
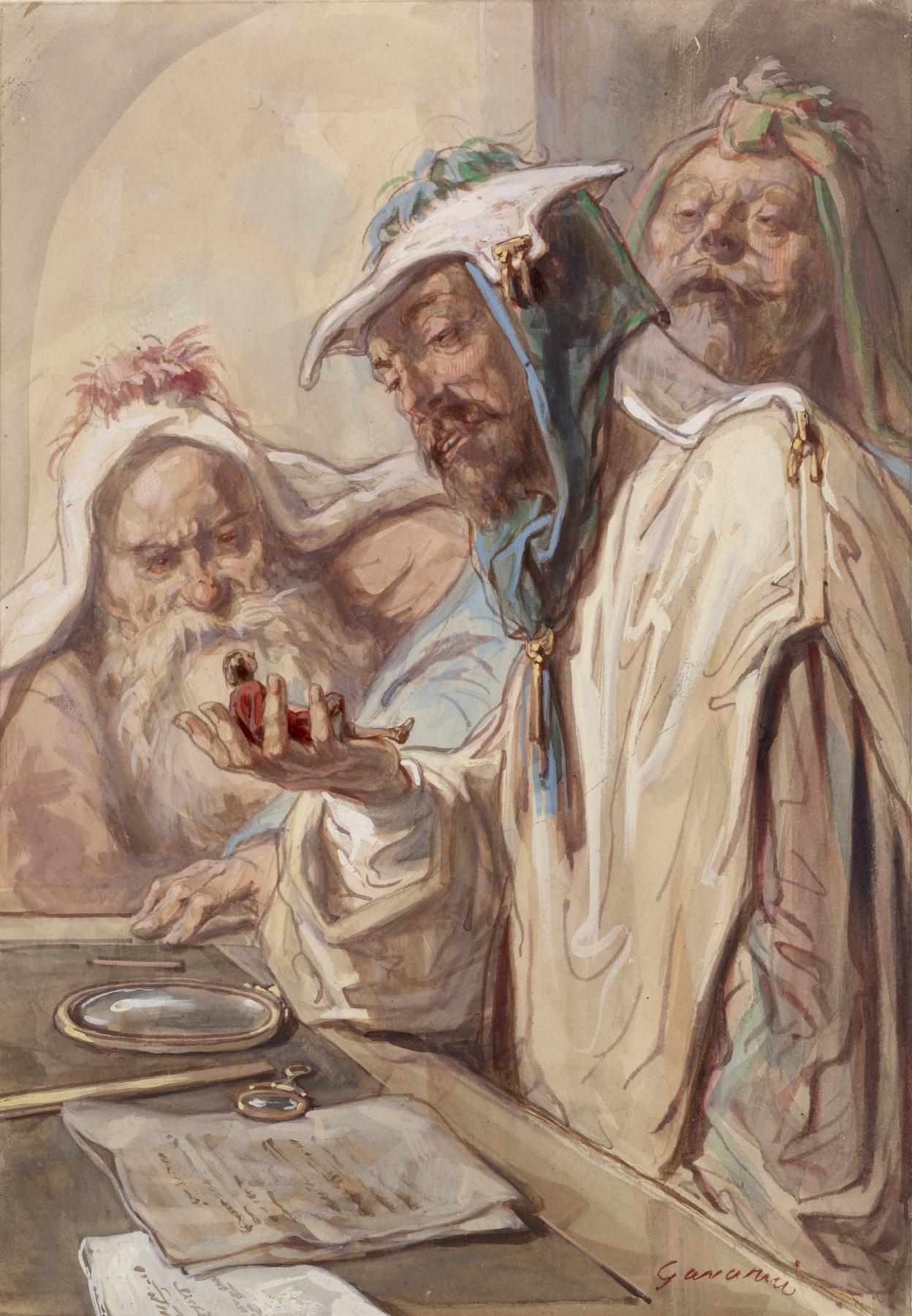
Gulliver et les philosophes de Brobdingnag (vers 1862), Baltimore, Walters Art Museum.
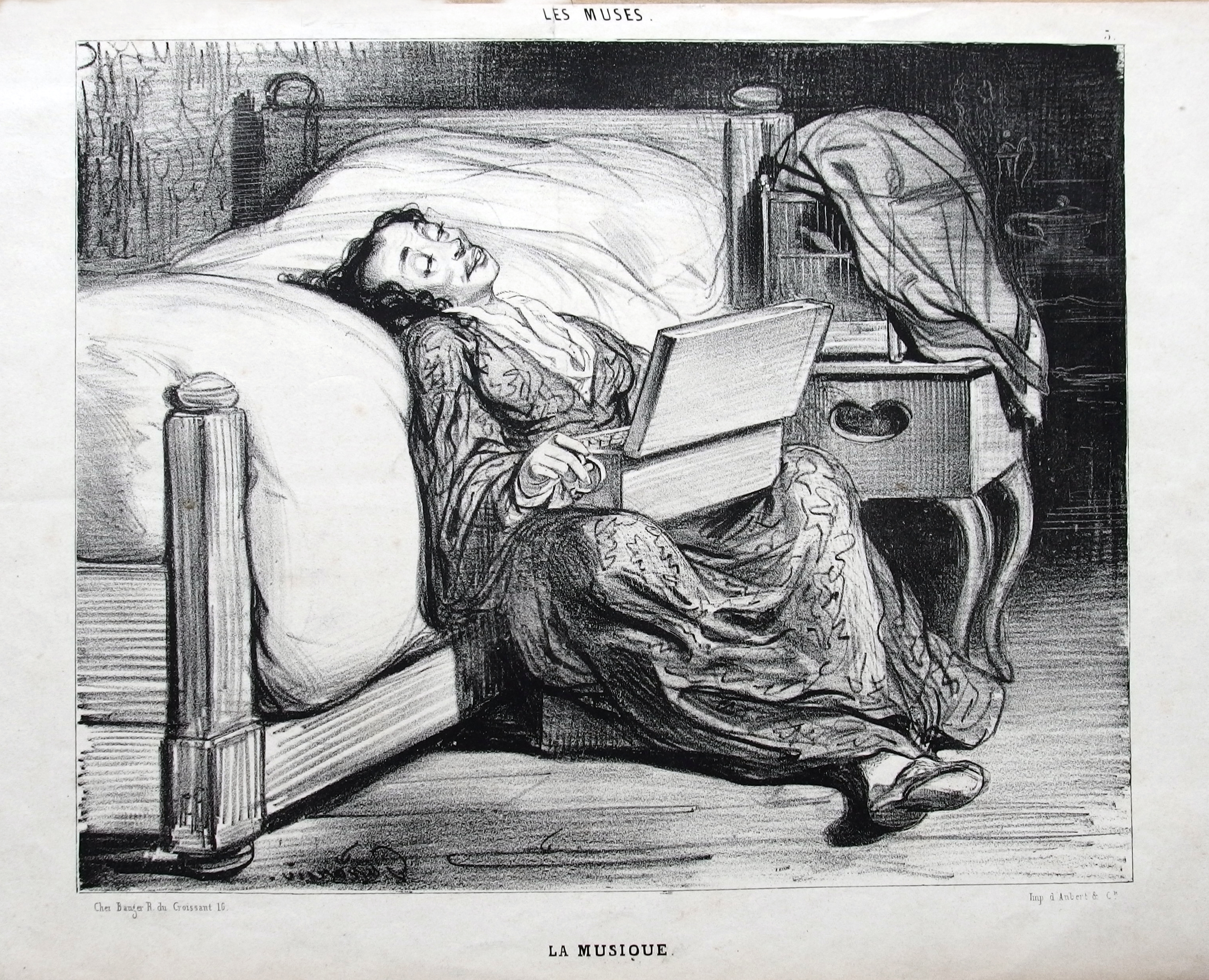
Les Muses, La Musique (1839), lithographie.

## Hommage

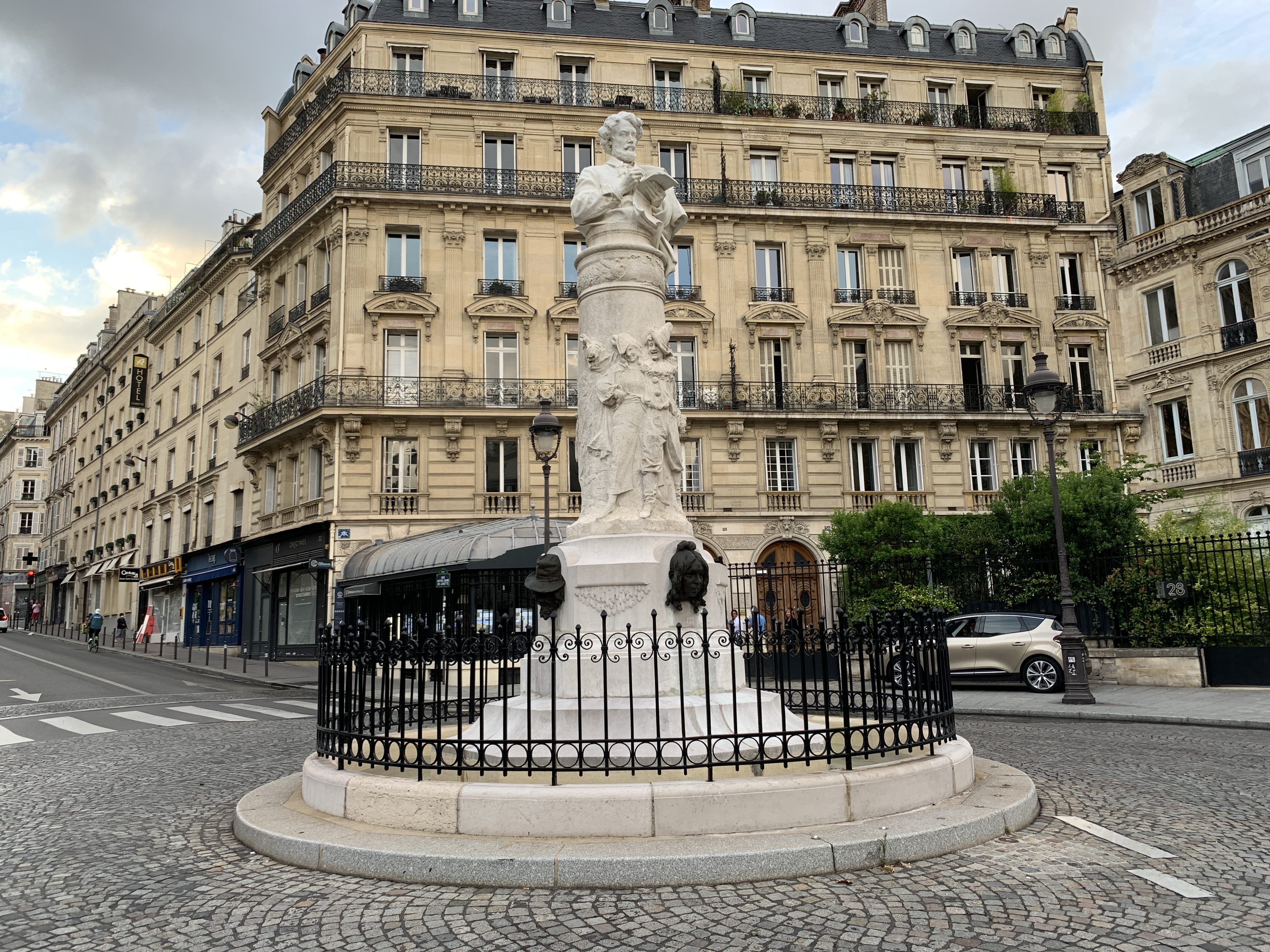
Monument à Gavarni, place Saint-Georges à Paris.

Un monument a été élevé à sa mémoire, place Saint-Georges dans le 9e arrondissement de Paris (Gavarni a habité le quartier de 1837 à 1846). Il se compose d'un buste de Gavarni supporté par un socle orné d'un bas-relief illustrant le Carnaval de Paris. Y figure notamment « un débardeur ».
Dans le 16e arrondissement de Paris, la rue Gavarni porte son nom.

## Critique par Baudelaire
Gavarni a été critiqué par Charles Baudelaire, qui le cite dans son poème L'Idéal paru en 1857 dans Les Fleurs du mal :

« Je laisse à Gavarni, poète des chloroses
Son troupeau gazouillant de beautés d'hôpital,
Car je ne peux trouver parmi ses pâles roses
Une fleur qui ressemble à mon rouge idéal. »